# كوليباكتين
كوليباكتين (بالإنجليزية: Colibactin)‏ هو مستقلبٌ سامٌّ للجينات تنتجه الإشريكية القولونية وأمعائياتٌ أخرى، ويُعتقد أنه يسبب طفراتٍ تؤدي إلى سرطان القولون والمستقيم، كما يرتبط بتفاقمه.